# Ромри (Эна)
Ромри́ (фр. Romery) — коммуна во Франции, находится в регионе Пикардия. Департамент коммуны — Эна. Входит в состав кантона Гиз. Округ коммуны — Вервен.
Код INSEE коммуны — 02654.

## Население
Население коммуны на 2010 год составляло 84 человека.
| 1962 | 1968 | 1975 | 1982 | 1990 | 1999 | 2010 |
| ---- | ---- | ---- | ---- | ---- | ---- | ---- |
| 91   | 108  | 65   | 56   | 58   | 63   | 84   |

## Экономика
В 2010 году среди 51 человека трудоспособного возраста (15—64 лет) 37 были экономически активными, 14 — неактивными (показатель активности — 72,5 %, в 1999 году было 63,8 %). Из 37 активных жителей работали 32 человека (18 мужчин и 14 женщин), безработных было 5 (1 мужчина и 4 женщины). Среди 14 неактивных 0 человек были учениками или студентами, 11 — пенсионерами, 3 были неактивными по другим причинам.